# Live.com
Live.com（ライブ ドット コム）とは、マイクロソフトのWindows Liveサービスとして2005年11月にリリースされた、カスタマイズできるポータルサイトである。Start.comを前身とする。2009年6月、Bingのサービス開始により世代交代した。

## 機能
- Live.com では、複数のタブとガジェットを使って自分でポータルサイトを作り上げる。

また、ガジェットは、天気予報や、新着メールの確認ができ、作り上げたタブを Windows Live Gallery で共有することができる。
- 初回アクセス時には、サーチボックスしか表示されず、ポータルサイトを開くには、右上の「Live.com のカスタマイズ」をクリックする必要がある。
- サインインせずに、ポータルサイトを作ると、Cookie に保存され、それを削除すると、初期状態に戻るので注意が必要。

## 歴史

### Start.com 時代
Start.com は、1年で世代交代し、その後も運用されていたが、2007年5月22日にサービスを終了した。
- 2004年2月6日　最初のバージョンが公開された。
- 2005年3月11日　次のバージョンが公開された。
- 2005年7月4日　さらに次のバージョンを公開した。
- 2005年9月2日　Start.com の最後のバージョンが公開された。
- 2007年5月22日　Live.com にリダイレクトされるようになる。
- 2009年6月3日　bing.com にリダイレクトされるようになる。

### Live.com 時代
Windows Live のサービス名の利用の開始に伴って Live.com に名称を変更した。
- 2005年11月2日　Live.com の運用を開始した。
- 2005年11月9日　Firefox のサポートを開始した。
- 2005年11月24日　テーマを追加した。
- 2005年12月16日　Opera や新しいガジェットのサポートを開始した。
- 2005年12月21日　サーチエンジンをアップデートした。
- 2006年1月29日　RSSフィードのサポートを開始した。
- 2006年3月1日　サーチボックスをアップデートした。
- 2006年3月8日　Live.com のガジェットの追加やデザインを変更し、Windows Live Searchの大規模なアップデートを行った。
- 2006年9月13日　Live.com を正式にリリースした。
- 2009年6月3日 一時期 bing.com にリダイレクトされていた。
- 2010年3月31日 ガジェット等を配置できるカスタムページMy.live.comサービス終了、同URLはMSN Japanへリダイレクトされる。

2025年6月現在、start.comはMSNに、live.comはOutlookにリダイレクトされる。